# Malá Franková
Malá Franková (in ungherese Kisfrankvágása, in tedesco Kleinfrankenau) è un comune della Slovacchia facente parte del distretto di Kežmarok, nella regione di Prešov.